# CryptoPunks
CryptoPunks se lanzó en junio de 2017 como uno de los primeros  tokens no fungibles (NFT) en la blockchain de Ethereum. El proyecto fue desarrollado por el estudio estadounidense Larva Labs (@larvalabsofficial), un equipo de dos personas formado por los desarrolladores de software canadienses Matt Hall y John Watkinson. El proyecto experimental se inspiró en las escenas punk londinenses, el movimiento cyberpunk y y la novela Neuromante de William Gibson, Johnny Mnemonic, Blade Runner también en los artistas de música electrónica Daft Punk. El proyecto de criptoarte de blockchain de criptomonedas fue una inspiración para el estándar ERC-721 para las NFT y el movimiento moderno de criptomonedas. Muchos inversores y coleccionistas consideran los NFTs de CryptoPunks como arte pop, inversión en arte digital blue chip y Warhols digitales.

## Antecedentes
Sólo hay 10 000 CryptoPunks únicos (6039 masculinos y 3840 femeninos), todos ellos escasos digitalmente mediante el uso de la tecnología blockchain. Cada uno fue generado algorítmicamente a través de un código informático y, por lo tanto, no hay dos personajes exactamente iguales, pero algunos rasgos son más raros que otros. Originalmente se lanzaron de forma gratuita y podían ser reclamados por cualquier persona con una cartera de Ethereum. Nunca habrá más de los 10 000 CryptoPunks originales.

## Tipos y atributos
El atractivo coleccionable de los CryptoPunks se ve reforzado por la rareza de ciertos rasgos y tipos de personajes. La mayoría de los 10.000 punks totales son humanos, pero también hay tres tipos especiales: Zombie (88), Mono (24) y Alien (9).